# Wait a Minute
"Wait a Minute" (em português:  Espere um Minuto) é uma canção do girl group americano The Pussycat Dolls, extraída do seu primeiro álbum de estúdio PCD (2005). Possui vocais de Timbaland, que co-produziu e co-escreveu a música com Keri Hilson. Foi intencionalmente definido para ser lançado como um single ao mesmo tempo que "I Don't Need a Man", que foi lançado como tal em toda a Europa e Oceania. No entanto, devido ao agendamento e ao pesado airplay de "Buttons", a data de lançamento foi adiada. Além disso, o single estava previsto para ser lançado apenas na América do Norte, mas com o sucesso de "I Don't Need a Man", o single foi lançado internacionalmente.
O single promocional foi oficialmente lançado nas rádios americanos e canadenses, em 8 de julho de 2006; no entanto, algumas promoções aconteceram antes disso. No final de 2006, "Wait a Minute" começou a ser exibido nos canais britânicos de música. Em 4 de dezembro de 2006, foi lançado como um single de download digital no Reino Unido. O single foi lançado em 24 de fevereiro de 2007 na Austrália. Este é o último videoclipe das Pussycat Dolls e a conter Carmit Bachar.

## Composição e recepção crítica
Enquanto analisavam o PCD em 2006,
Stephen Thomas Erlewine da Allmusic comparou o estilo de "Wait A Minute" a "Beep", Marcus Yoars e Bob Smithouser da Plugged In escreveram que a música é sobre "desejos luxuriosos". single anterior das Dolls. Nick Butler, do Sputnikmusic, descreveu-o como "outra faixa de destaque". Lisa Haines, da BBC Music, escreveu que a música "é uma ótima música perfeita para cantar junto com uma escova de cabelo acessível".
Andrew Mueller, do The Guardian, descreveu a canção como um "irritante e dolorosa" torna-se mais deprimente "do que qualquer guerra ou fome". Ele passou a aludir a letra de um "diálogo de talk show diurno".

## Videoclipe

As Pussycat Dolls em uma cena do videoclipe da canção.

O videoclipe foi filmado em junho 2006. no Metro Red Line, em Los Angeles, Califórnia, e foi dirigido por Marc Webb. Ele começa com os membros passando pelo player de áudio do Samsung YP-K5 enquanto assistem a Timbaland. Quando Scherzinger esbarra em Timbaland, eles brigam de brincadeira. As Dolls então andam em um metrô com ele e começam a dançar na sua frente. Um jovem que é dado óculos de sol por Bachar parece espantado com o desempenho burlesco e sua mãe coloca os óculos para tapar os olhos, mas ele afasta sua mão para poder ver. As Dolls, em seguida, deixam o metrô e começam a bloquear o tráfego, indo direto para o meio de um cruzamento. Timbaland, em seguida, sai de seu carro e As Dolls e ele continuam a discutir. As meninas começam a dançar em cima do carro dele. O vídeo termina com Scherzinger falando com Timbaland e dizendo que ela não precisa do que ele lhe dá, mas gostaria de voltar. Scherzinger canta a música sozinha, juntamente com Melody Thornton, que também adiciona as pequenas adlibs.

## Desempenho comercial
Após o decepcionante desempenho comercial do single anterior, "I Don't Need a Man", "Wait a Minute" estreou na Billboard Hot 100 no número 77 na edição de 25 de novembro de 2005. Os singles promocionais foram lançados e a música apareceu nos comerciais da Best Buy nos Estados Unidos, mas um CD completo nunca foi lançado, o que pode ter levado a sua baixa posição de pico no número vinte e oito. No entanto, o single alcançou uma posição de pico ligeiramente mais alta na Billboard Pop 100, chegando ao número vinte e três. Logo após seu lançamento nos EUA, foi lançado em 24 de fevereiro de 2007 na Austrália e em março na Alemanha, onde um CD comercial foi disponibilizado para compra. Na Austrália, a canção alcançou uma posição de pico de número dezesseis, tornando-se o sexto consecutivo top vinte das Pussycat Dolls, mas também a sua menor posição até à hoje, após os cinco singles anteriores todos mapeados fora do do top 10.
Na Nova Zelândia, "Wait a Minute" chegou ao número vinte e quatro, passando sete semanas nas paradas. "Wait a Minute" tornou-se a única música das Pussycat Dolls a se tornou um sucesso nos dez primeiros. O single se saiu melhor na Holanda, onde alcançou o top 10, chegando ao número sete. "Wait a Minute" chegou ao top 30 na Alemanha e na Polônia, e os 50 melhores na Áustria e na Suíça. No Reino Unido, o videoclipe de "Wait a Minute" foi ao ar nos canais de televisão, mas nenhum lançamento físico foi dado para o single. Mais tarde, atingiu um pico de número sessenta no UK Download Chart. Devido a "Wait a Minute" ser lançado apenas como uma promoção apenas para download, a música não teve como atingir a posição máxima em 2006, devido às regras da parda que apenas as músicas com lançamento físico eram elegíveis para o gráfico. No entanto, devido às novas regras em jogo em 2007, "Wait a Minute" foi capaz de entrar no UK Singles Chart, chegando apenas ao número 108. Se os singles somente para download tivessem sido aceitos na parada naquele momento, "Wait a Minute" poderia ter obtido uma posição mais alta.

## Performances ao vivo
Em dezembro de 2005, o grupo se apresentou para a anual Jingle Ball da KIIS-FM usando "camisetas festivas listradas de algodão doce e calças capri vermelhas e verdes". O set list incluía "Do not Cha", "Stickwitu" e "Wait a Minute". A música está incluída no DVD Live from London de 2006 como a sétima faixa do DVD.

## Versões e Remixes oficiais
| - CD1 1. "Wait a Minute" (Versão do Álbum) (3:41) 2. "Wait a Minute" (Versão com Timbaland) (3:56) 3. "Right Now" (NBA Versão) (2:25) 4. "Wait a Minute" (Vídeo) | - CD2 1. "Wait a Minute" (Versão do Álbum) 2. "Wait a Minute" (Versão com Timbaland) 3. "Wait a Minute" (Instrumental) 4. "Wait a Minute" (Vídeo) |

## Créditos e equipe
Créditos adaptados do encarte do PCD.
Gravação
- Gravado em The Hit Factory Criteria (Miami, Florida).

Equipe
- Marcella Araica – gravação
- Demacio "Demo" Castellon – recording
- Ariel Chobaz – engenheiro assistente de mixagem
- Ron Fair – produtor acidental, mixagem
- Gary Grant – órgãos
- Tal Herzberg – Pro Tools, engenharia
- Jerry Hey – arranjo de órgãos
- Dan Higgins – órgãos
- Keri Hilson – compositor, produtor vocal, vocal de apoio
- Bill Reichenbach – órgãos
- Timbaland – compositor, produtor

## Desempenho nas tabelas musicais

### Paradas semanais
| Chart (2007)                                 | Maio posição |
| -------------------------------------------- | ------------ |
| Austrália (ARIA)                             | 16           |
| Áustria (Ö3 Austria Top 75)                  | 49           |
| Bélgica (Ultratop 50 de Flandres)            | 18           |
| Dinamarca (Hitlisten)                        | 28           |
| Eslováquia (Rádio Top 100)                   | 30           |
| Estados Unidos (Billboard Hot 100)           | 28           |
| Estados Unidos (Billboard Mainstream Top 40) | 23           |
| Europa (Billboard European Hot 100 Singles)  | 69           |
| Finlândia (Suomen virallinen lista)          | 3            |
| Hungria (Dance Top 40)                       | 12           |
| Nova Zelândia (Recorded Music NZ)            | 24           |
| Países Baixos (Dutch Top 40)                 | 7            |
| Países Baixos (Single Top 100)               | 17           |
| Romênia (Romanian Top 100)                   | 1            |
| Suécia (Sverigetopplistan)                   | 25           |
| Suíça (Schweizer Hitparade)                  | 41           |